# پارک ملی مجمع‌الجزایر
پارک ملی مجمع‌الجزایر {{فنلاندی|Archipelago National Park) یک پارک ملی در فنلاند است که در Parainen واقع شده‌است.